# Amarrados al amor
Amarrados al amor (en hangul, 모럴센스; RR: Moreol Senseu; título internacional, Love and Leashes; lit. «sentido moral») es una película surcoreana de 2022, dirigida por Park Hyeon-jin y protagonizada por Lee Jun-young, Seohyun y Seo Hyun-woo. Está basada en el webtoon Moral Sense, de Gyeoul. Se estrenó en la plataforma Netflix el 11 de febrero de 2022.

## Sinopsis
La película muestra un romance entre un hombre perfecto pero que tiene su propio secreto (Jung Ji-hoo), y una talentosa compañera de trabajo, que un día recibe por error un «paquete privado» dirigido a aquel y descubre así su inusual fetiche sexual. Ambos acuerdan tener una relación de juegos, placer, y dolor.

## Reparto
- Lee Jun-young como Jung Ji-hoo, trabaja en una empresa de juguetes.[5]
- Seohyun como Jung Ji-woo, forma parte del equipo de relaciones públicas de la empresa.[1]
- Seo Hyun-woo como el líder del equipo Hwang.[6]
- Lee El como Hye-mi, la mejor amiga de Ji-woo.
- Kim Han-na.
- Ahn Seung-gyun como Lee Han, el empleado más joven.
- Lee Suk-hyeong como Woo Hyuk, un empleado de Hye-mi.
- Kim Bo-ra como Hana, la exnovia de Ji-hoo.[7]
- Baek Hyun-joo como la madre de Jung Ji-woo.[8]

## Producción
La producción de la película se anunció por parte de Netflix en el acto de presentación de contenidos See What's Next Korea 2021, el 25 de febrero de 2021; junto con otra película de acción, titulada Carter, se anunció una comedia romántica con el título provisional Moral Sense, que realizaría la directora Park Hyun-jin. El nombre de los actores protagonistas fue revelado en marzo del mismo año.
El 19 de abril de 2021 Seohyun publicó unas fotografías que indicaban que estaba ya rodando la película.
El tráiler y los carteles de la película se publicaron el 27 de enero de 2022.

## Crítica
Nathan Sartain (Ready Steady Cut) define la película como «una mirada extrañamente apasionante y curiosa a la comunidad BDSM que equilibra los estereotipos y las fantasías», que contiene « un mensaje genuino de aceptarse a uno mismo sin importar lo que los demás puedan pensar, así como una declaración razonablemente justa de que si encuentras a la persona adecuada, puede valer la pena "dar la vuelta a tu vida"». Destaca el trabajo de los dos protagonistas, que se involucran «en sus roles de todo corazón. Sin la aceptación de la pareja, es concebible que su química no hubiera sido tan fuerte como lo fue, ni la película hubiera sido tan bien ejecutada como terminó siendo».
Kristen Lazur (The Review Geek) nota que «el tiempo de ejecución de 118 minutos se siente ágil, navegando a través de un viaje suave con rotondas cómicas ocasionales». Concluye escribiendo: «Sin duda, una visualización convincente, tiene la facilidad de un drama coreano, en lugar de una película, pero con algunos accesorios adicionales; es más una comedia romántica que una película de BDSM».
Carmen Chin (New Musical Express) comienza señalando su sorpresa por encontrar una película surcoreana tan centrada en el sexo, y más aún en el mundo de los fetiches sexuales. Encuentra que frente a otros filmes que tocan estos temas, «Love And Leashes , sin embargo, es refrescantemente diferente. En lugar de seguir los pasos de sus predecesores, muchos de los cuales destacaron y exaltaron la improbable precariedad del BDSM, la película opta por enfatizar lo que podría decirse que son los aspectos más importantes, aunque se pasan por alto, de tales relaciones: el consentimiento y el respeto mutuo».